# A Promessa (filme de 2016)
The Promise (bra/prt: A Promessa) é um filme de drama histórico estadunidense de 2016, dirigido por Terry George e estrelado por Oscar Isaac, Charlotte Le Bon e Christian Bale, ambientado nos anos finais do Império Otomano. A trama é sobre um triângulo amoroso que se desenvolve entre Mikael (Isaac), um estudante de medicina armênio, Chris (Bale), um jornalista norte-americano residente em Paris, e Ana (Le Bon), uma artista nascida na Armênia criada na França, imediatamente antes do genocídio armênio.

## Sinopse
Em 1915, durante a Primeira Guerra Mundial e nos momentos finais da dissolução do Império Otomano, Michael Boghosian, um armênio noivo de uma jovem de sua aldeia, viaja a Constantinopla para estudar medicina. Ali, encontra-se com um jornalista norte-americano e sua namorada e se apaixona por esta última. Quando o Império Otomano passa a perseguir as suas próprias minorias étnicas, os conflitos amorosos têm de ser esquecidos, e é necessário unir forças para tentar sobreviver ao genocídio armênio. Em fuga, o jornalista é preso pelas autoridades turcas. O restante do grupo continua a fugir dos abusos contra os armênios. Eles entram na resistência do Musa Dagh.

## Elenco
- Oscar Isaac como Mikael Boghosian, estudante de medicina
- Charlotte Le Bon como Ana Khesarian, uma armênia criada em Paris e amante de Chris e Mikael
- Christian Bale como Christopher "Chris" Myers, um jornalista norte-americano da Associated Press
- Daniel Giménez-Cacho como Andreasian
- Shohreh Aghdashloo como Marta
- Rade Šerbedžija como Stephan, o prefeito de uma pequena cidade armênia que leva um grupo de refugiados a combater o exército otomano
- Abel Folk como Harut
- Andrew Tarbet como Pastor Merril
- Angela Sarafyan como Maral
- Armin Amiri como Capitão Ali
- Marwan Kenzari como Emre Ogan, o filho de um oficial otomano que morre por fuzilamento por causa de suas ações benéficas para com os armênios e seus aliados
- Igal Naor como Mesrob
- Garen Boyajian como Eric Boghosian
- Kevork Malikyan como Vartan Boghosian
- Numan Acar como Mustafa
- Roman Mitichyan como Serg
- Jean Reno como o almirante francês Louis Dartige du Fournet
- Tom Hollander como Garin
- Jean Claude Ricquebourg como capitão francês
- James Cromwell como Henry Morgenthau Sr.
- Alicia Borrachero como Lena
- Milene Mayer Gutierrez como Yeva
- Michael Stahl-David como Brad
- Ozman Sirgood como Vice-Governador Mazhar
- Aaron Neil como  Talaat Pasha
- Shnorhk Sargsyan como Komitas
- Marco Khan como Mehmet

## Prêmios
Em 2017, George recebeu o Prêmio Humanitário Armin T. Wegner em homenagem a seus filmes que retratam genocídios, incluindo The Promise. Além disso, recebeu um cachecar, feito por Hrach Gukasyan e encomendado pelo Arpa International Film Festival e Awards Gala, com estampas no estilo armênio em forma de cruz celta, este último em homenagem à sua herança irlandesa.
| Ano  | Prêmio                          | Categoria                                   | Recipiente(s)                               | Resultado |
| ---- | ------------------------------- | ------------------------------------------- | ------------------------------------------- | --------- |
| 2017 | Hollywood Music in Media Awards | Melhor Canção Original em um Longa-Metragem | "The Promise" (executado por Chris Cornell) | Indicado  |
| 2018 | Grammy Awards                   | Best Rock Performance                       | "The Promise" (executado por Chris Cornell) | Indicado  |
| 2018 | Satellite Awards                | Melhor Canção Original                      | "The Promise" (executado por Chris Cornell) | Indicado  |
| 2018 | Movieguide Awards               | Melhor filme para audiências maduras        | The Promise                                 | Indicado  |
| 2018 | Movieguide Awards               | Filme Mais Inspirador de 2017               | The Promise                                 | Indicado  |
| 2018 | Movieguide Awards               | Faith & Freedom Award for Movies            | The Promise                                 | Indicado  |
| 2018 | Movieguide Awards               | Desempenho mais inspirador para filmes      | Oscar Isaac                                 | Indicado  |

## Controvérsia
Por lidar com um tema controverso e espinhoso, como o genocídio armênio, o filme atraiu para si trolling e uma campanha orquestrada de votos negativos de negacionistas do genocídio armênio e de grupos nacionalistas turcos. O Hollywood Reporter observou que a página do filme no site Internet Movie Database foi inundada com milhares de classificações de uma estrela, a classificação mais baixa, desde a apresentação do filme no Festival Internacional de Cinema de Toronto, diminuindo assim propositalmente a classificação do filme.